# Cultura Milagro-Quevedo
La Cultura Milagro-Quevedo se trata de una cultura indígena que habitó en la costa ecuatoriana a lo largo del período de integración entre el 400 y el 1500 d. C.Aunque parece ser que algunas de sus tradiciones continuaron existiendo hasta bien entrado el período colonial. En las crónicas españolas, los Milagro-Quevedo fueron identificados con el nombre de Chonos. Esta cultura prehispánica ocupó la zona comprendida entre las estribaciones occidentales de la cordillera de los Andes y las colinas del Litoral ecuatoriano, zona que incluye el sistema fluvial del Guayas, incluyendo sus dos grandes ríos, el Daule y el Babahoyo, y todos sus afluentes. Esta zona se encuentra dentro de las actuales provincias de Los Ríos, Guayas y Manabí.
Sus trabajos en cerámicas son muy variados con representaciones de serpientes, lechuzas, ranas y otros anfibios.El pueblo tsáchila no es descendiente directo de los indígenas de la cultura Milagro-Quevedo debido a que los tsáchilas son de origen barbacoano mientras que los Chonos probablemente sean de origen amazónico relacionados con los omaguas.

## Estructura de la sociedad
Junto a las culturas Atacames, Jama Coaque II y Manteño-Huancavilca, constituye una de las últimas culturas que vivieron en la costa ecuatoriana antes de la llegada de los primeros españoles en 1526, con quienes se iniciará el periodo de conquista y colonización. 
En concreto, los Chonos fueron consumados orfebres, trabajaron delicadamente el oro, la plata y sobre todo el cobre. Se destacaron por intermediar entre las culturas en el mar con los señoríos andinos, a través de los comerciantes en la costa y los mindalaes en la sierra. Su sociedad estaba jerarquizada y tenían caciques que ejercían un importante poder sobre el territorio que amasaba una de las principales tierras agrícolas en plena cuenca del guayas.  

### Territorio

La Cuenca del Río Guayas

Los chonos fueron una de las culturas que mayor territorio logró controlar de los señoríos étnicos del Ecuador. Su posición les facilitó extenderse desde el actual Quevedo hasta la ciudad de Milagro, tradicionalmente. Sin embargo, cuando lograban estar en tiempos de paz con los Punaes, extendían su influencia por el golfo de Guayaquil hasta las costas de El Oro. Esto se debe a que no se veían afectados por las cordilleras. En la sierra, los nudos y hoyas crearon distintos señoríos y delimitaron fácilmente los territorios. Entre los manteños, la distinción entre manteños del norte y del sur, que en el segundo caso incluía a los Huancavilcas y los Punaes se daba gracias en parte a la Cordillera Chongón Colonche. Este no era el caso de los Chonos que podían controlar la cuenca alta y baja del río Guayas, lo que hoy corresponde a las provincias de los Ríos y la parte alta del Guayas. De esta manera amasaron un gran territorio y se convirtierno en formidables intermediarios, comerciantes y alfareros. Se destacaron en la metalurgia y lograron evitar una completa anexión al imperio incaico, a quienes les debían simplemente tributos esporádicos. Fueron pues el señorío que se extendió sobre un río con mucho potencial agrícola que lo supieron aprovechar a partir de la construcción de tolas y camellones. 

### Tolas y camellones
Uno de los rasgos que caracterizaban a esta cultura fue la construcción de un gran número de montículos artificiales llamados tolas. A menudo estas tolas se encuentran en grupos, pero las hay también aisladas. Los tamaños son variables, así como sus formas. Las más pequeñas suelen medir unos 10 metros de diámetro y apenas dos de altura, mientras que las más grandes pueden tener dimensiones impresionantes: más de 100 metros de longitud y sobrepasando los 10 de altura.Sobre las tolas el arqueólogo Olaf Holm decía:

El uno es la construcción de las "tolas", los montículos artificiales de tierra, y el otro es la transformación de los campos anegadizos en tierras agrícolas mediante las construcciones de "camellones". [...] El tamaño de algunas de las tolas nos permiten pensar que sobre ellas habían construcciones mayores como templos o casas de reuniones. Las casas elevadas sobre postes aseguraban la ventilación deseada en un clima tropical, y además estaban encima de las aguas durante las inundaciones invernales. Los techos, como hoy, fueron de hojas de bijao (Heliconia bihay S.) o de palma. Ambas son plantas que abundan en el trópico. Estos montículos de tierra fueron construidos en una o varias ocasiones, aumentando su tamaño poco a poco, para habitaciones, plataformas de templos o recintos ceremoniales. Las hay de varios tamaños, desde unos pocos metros de altura hasta 8-10 metros, y de largo de unos 5 hasta 40 metros, o más. Las formas también son variadas, aunque la circular es la más común. Unas pocas tolas de gran tamaño tienen una rampa de acceso. Cerámica rota en las superficies indica que han sido viviendas o recientos de reuniones. En su interior las tolas tienen enterramientos que también se presentan de varias manera: un solo esqueleto tendido acompañado de poco ajuar, un esqueletos o varios en una urna grande de barro, tumbas hechas de varias urnas superpuestas, en que llamamos "tumbas de chimenea".
Cultura milagro-quevedo - Olaf Holm

Las tolas fueron construcciones tradicionales en la época prehispánica de Ecuador. Desde las que se encontraron en la isla La Tolita, hasta las pirámides de los Caranquis entre Pichincha e Imbabura, esta forma de construcción fue muy común. Además su función como tumba, observatorio y lugar para vivienda se repetía. Por otro lado el material con el que era construido, generalmente con tierra preparada de alguna manera como la cangagua conforma una de las características más importantes. Por su parte, el camellón tenían una función distinta al de la tola. Se lo conocía como camellón en barbecho cuando terminada la cosecha de dejaba las plantas para la siguiente estación. Antes de sembrar para el siguiente año se buscaba adecuar las zanjas que existían ahí para lo cual tenían fertilizantes naturales, lo que muestra un conocimiento importante de la agricultura, y de esta manera lograban que los camellones se convierten en una manera de evitar de tala y quema del bosque año tras año.

### Metalurgia

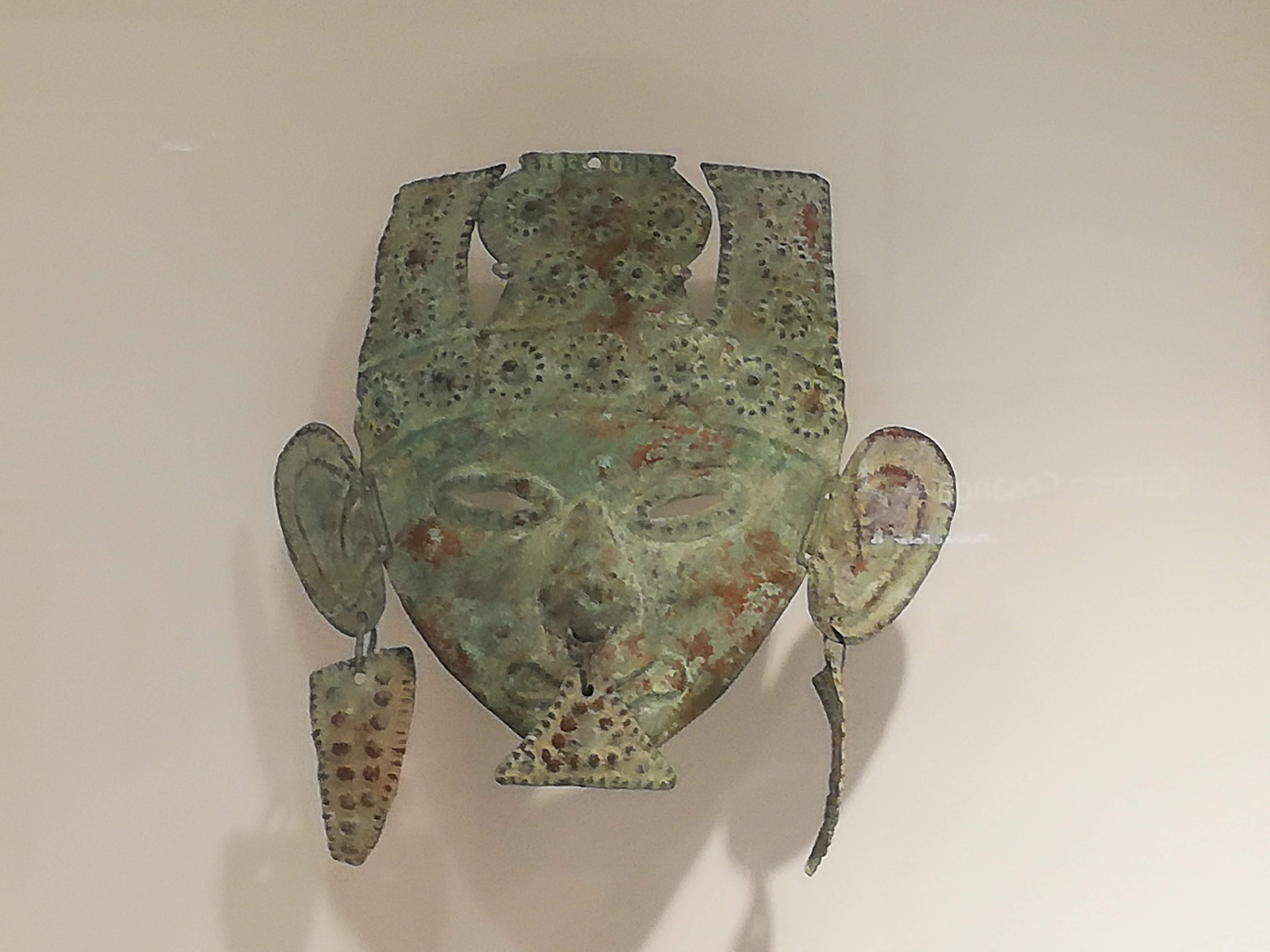
Máscara de cobre

Los Milagro-Quevedo son conocidos porque fueron excelentes artesanos del metal. Estos se centraron en la fabricación de herramientas y utensilios antes que en la de joyas y adornos.
El metal más utilizado por los Chonos fue el cobre. Sin embargo, este metal es naturalmente escaso en la región en la que vivían, por lo que se cree que formaba parte de una red de comercio que los conectaba con áreas ricas en este metal, desde donde lo importaban. En ocasiones este era mezclado con arsénico para conseguir bronce arsenical. Con este metal fabricaron gran cantidad de utensilios como agujas, anzuelos, hachas, pinzas, cinceles o cuchillos, también utilizaron el cobre para fabricar las llamadas hachas moneda.
También hicieron joyería con oro, plata y tumbaga, es decir, la aleación de oro y cobre. Principalmente hicieron narigueras, mientras que los aretes y las pecheras son menos comunes, al contrario que en varias otras cultura precolombinas del Ecuador. Ocasionalmente añadían piedras semi preciosas, como jadeíta o turquesas, o concha Spondylus a estas piezas de joyería.
Manejaron técnicas de metalurgia muy complicadas, como el moldeo a cera perdida, la fundición en moldes de una o dos piezas y la forja para la creación de piezas. Para los metales preciosos utilizaron técnicas como el baño de oro y el baño de plata, mediante las cuales recubrieron objetos de cobre o cerámica totalmente en metales preciosos.

### Cocinas de Brujo

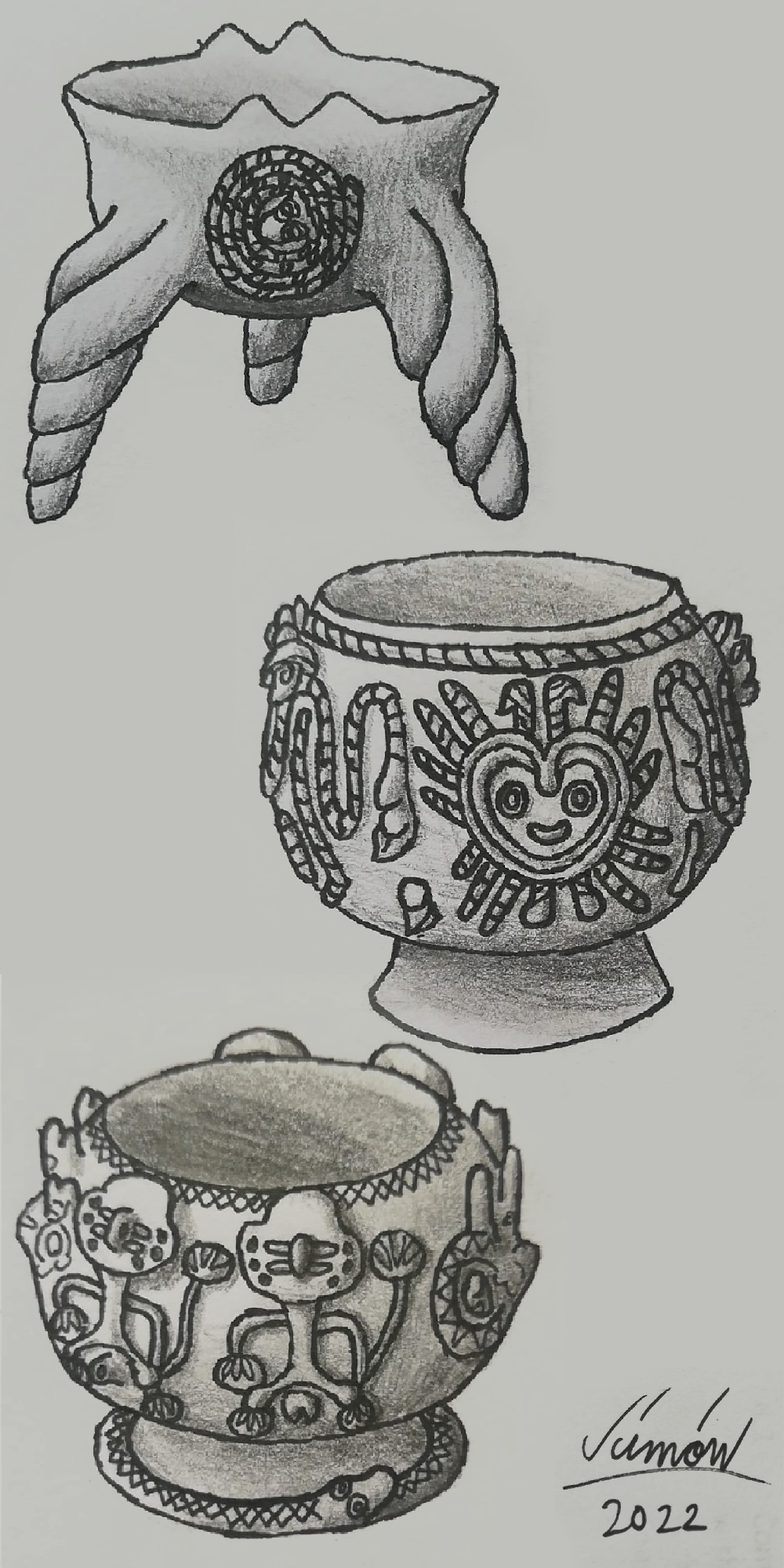
Vasijas del estilo "Cocina de brujo" típicas de la cultura Milagro-Quevedo.

Esta cultura se caracterizó por su uso extensivo de la cerámica para crear las Cocinas de Brujo. Estas vasijas fueron encontradas en la cuenca alta del Río Guayas, cerca de Quevedo. Ahí se encontró una cerámica y alfarería que destaca por su decoración en las paredes de los objetos con altorrelieves y bajorrelieves. Sería el arqueólogo llamado Otto von Buchwald quien los describiría con el nombre que después tomarían para la posteridad como Cocinas de Brujo. Los motivos que tienen representados simbólicamente son generalmente animales como sapos, culebras, anfibios, monos, lianas, pájaros y seres humanos. Esto es asimismo realizado tanto en ollas como en platos y trípodes. 
Se cree que su uso era especialmente ceremonial y eran llenados con pociones, infusiones, brebajes, dentro de ritos por shamanes y médicos curanderos. A través de esto se ha buscado inferir acerca de la jerarquía presente en esta cultura, y el brujo o shaman debió haber tenido una posición de poder dentro de los chonos. Su prestigio atado a la medicina se ve además en la cultura Manteño Huancavilca que tenía a la diosa Umiña, deidad de la salud, como una de las principales dentro del panteón. La curación estaba además relacionada con el poder de adivinar el futuro, o capacidades de oráculo. Esto al mismo tiempo generaba miedo y respeto en la población, aumentando el poder del brujo. El análisis semiótico de las representaciones de las cocinas de brujo ha llevado a relacionar estos símbolos con la mitología de los señoríos étnicos de Ecuador. En concreto se han hecho análisis con el rito de Catequil y Chusalongo. El primero es un dios cuyo culto fue muy difundido entre varias culturas. Existen cuatro lugares con el toponimio catequilla en territorio Puruhá, por lo que se conjetura que acá el culto a esta deidad fue mucho más frecuente. Los otros tres lugares se encuentran el primero en Latacunga, cerca del Río Cutuchi, y los otros dos emplazados en la línea equinoccial, en territorio Quitu y Caranqui respectivamente. Etnográficamente este culto fue estudiado por los esposos Costales (Alfredo y Piedad) en el siglo XX, lo que daría como consecuencia el importante libro sobre mitología prehispánica llamado "Mitos Quitu-Cara", publicado en 1996. Ahí se identificaría a un elemento llamado "poza de catequil" que era un manantial donde se llevaba a cabo este rito. Se cree que algunas cocinas de brujo podrían representar estas pozas de catequil. Es común encontrar representaciones de ranas y culebras, muchas veces en la misma cocina de brujo. Esto es relevante puesto que el rito empezaba cuando el catequillado o la persona que lo llevaba a cabo tenía que enfrentar supuestamente un sapo al inicio del ritual, que era aplastado por un shamán y su sangre vertida en el manantial. Posterior a esto eran vertidos más animales, entre vivos, muertos y mitológicos hasta llegar a la serpiente o "Pini" que era el último animal. Se creía que los poderes de los animales eran transferidos al catequillado. Por esta razón las cocinas de brujo pueden ser una representación simbólica en cerámica y orfebrería de este importante rito.

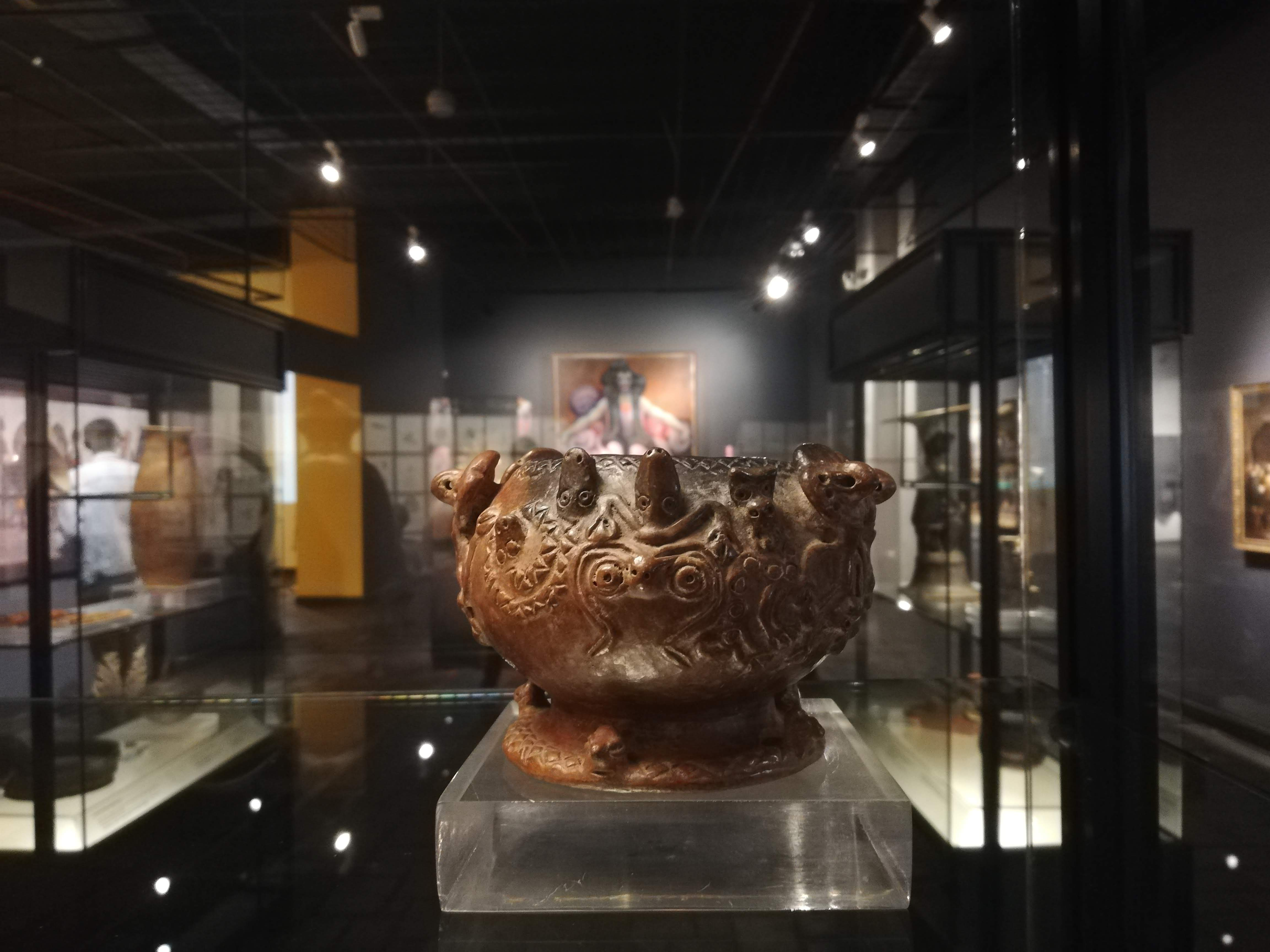
Cuenco típico de la cultura arqueológica Milagro-Quevedo en exposición en el MUNA

Sobre la simbología relacionada con chusalongo se cree que puede estar relacionada con las representaciones de antropomorfas que se puede ver en algunas cocinas de brujo. Esta relación fue hecha inicialmente en 1951 por Jacinto Jijón y Caamaño, donde afirmaba que el dios de cara de viejo y brazos de niño podría ser una referencia a este ser mítico. Las representaciones antropomorfas usualmente representaban a las mujeres con un brazo alzado mientras que a los hombres con los dos brazos caídos. Este patrón también está presente en los monolitos de los huancavilcas que se encontraron en la península de Santa Elena. Los tipos de ollas que podían decorarse se clasifican en:
- Olla con soporte anular
- Olla con soporte trípode
- Olla restringida
- Cántaro
- Lliptero
- Cuencos

Si bien todas estas cerámicas se repiten en otras culturas, por ejemplo los trípodes son populares en el norte de Perú, los cántaros eran muy frecuentes en la cultura Quitu, entre otros ejemplos más, lo que caracteriza a las cocinas de brujo es el estilo de decoración que forma un patrón identificable y que se convirtió poco a poco en el símbolo de los chonos.

### Religión

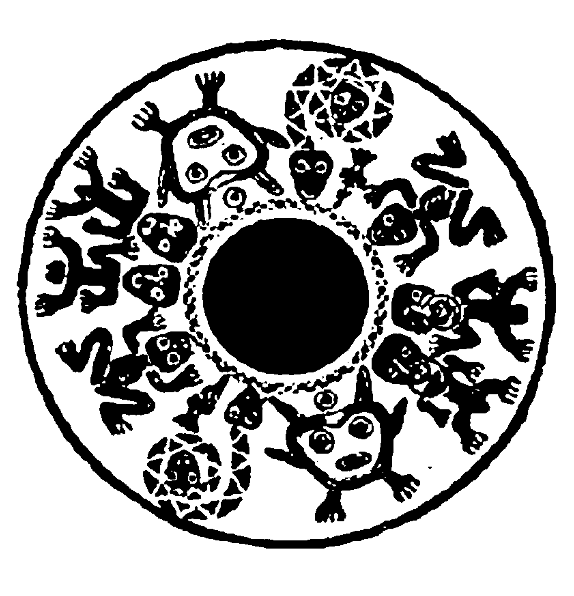
Representación plana de los símbolos en el exterior de una Cocina de Brujo

A partir de inferencias acerca del análisis semiótico de las cocinas de brujo se ha conjeturado una serie de creencias tradicional de la cultura chono. La iconografía más frecuente eran las representaciones ofidiomorfas, por lo que se cree que este animal era central en la cosmovisión de los chonos. A esto le sigue en frecuenca los animale anuromorfos. Es decir las representaciones de serpientes seguidas de los anfibios eran parte importante de la creencia de la cultura Milagro Quevedo. Se conjetura que una de las razones está en el clima puesto que tanto ranas como serpientes aumentan su población cuando era época de lluvia, es decir desde diciembre hasta abril aproximadamente. Esto también variaba además con el fenómeno del niño por lo que estos animales pudieron haber cumplido un rol parecido al que tenían la concha spondylus para los manteños, era una señal del cambio en el clima que era de vital importancia para las actividades agrícolas de los chonos. Por esta razón se cree que se empezó a venera a estos animales. Por esta razón “cocinas de brujo” son objetos ceremoniales y no prosaicos como si lo eran la cerámica funeraria. La forma de decoración usaba la técnica de pastillaje con un estilo tradicional. Es importante mencionar que el rito a catequil iniciaba con una rana y terminaba con una serpiente. Además este rito era difundido desde el territorio puruhá hasta el sur del territorio caranqui y en su gran mayoría coincide con territorio chono, por lo que pudo haber habido influencias claras entre los señoríos étnicos.

### Comercio

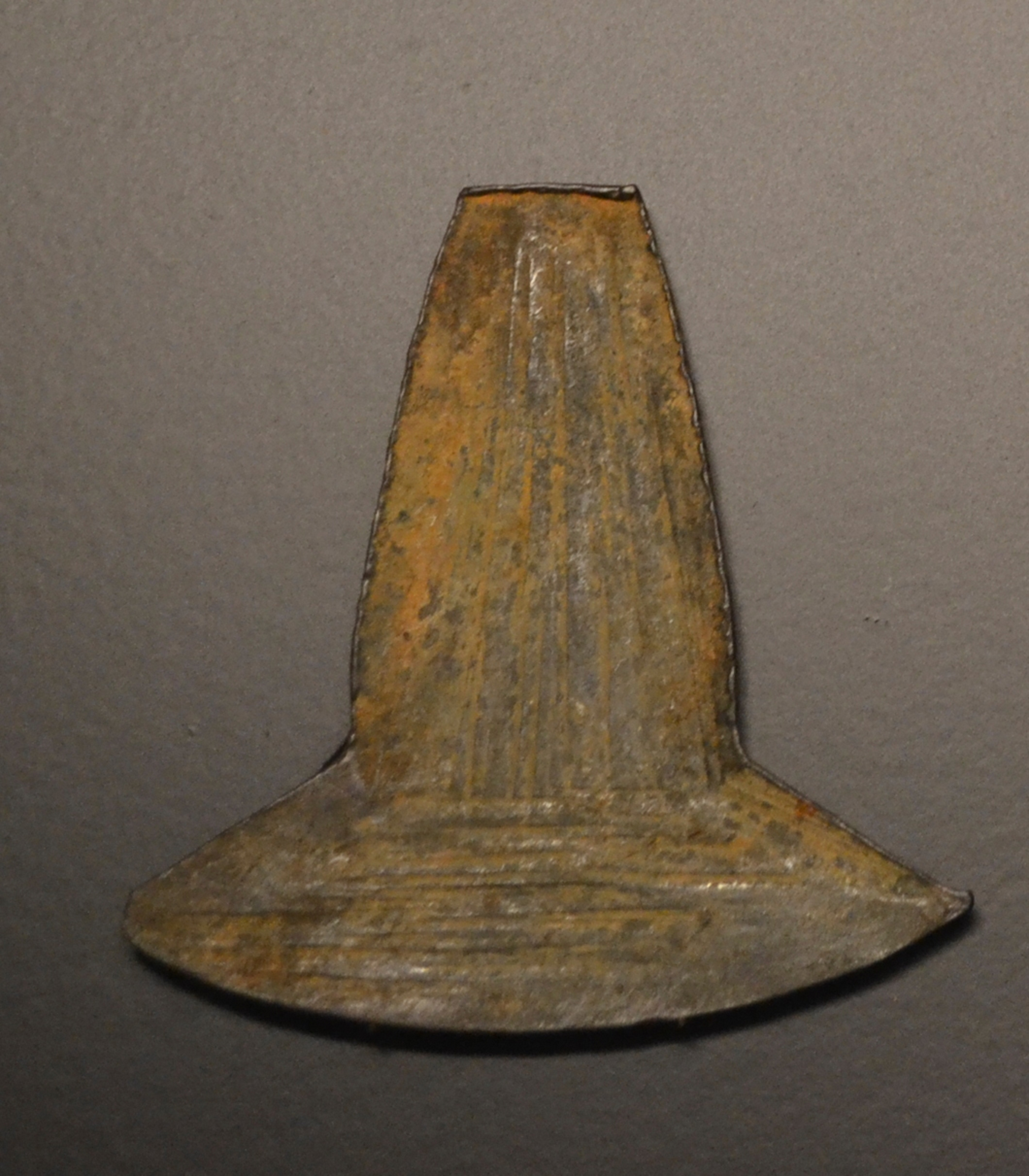
Hacha moneda en el Museo de Prehistoria de Valencia.

La privilegiada situación geográfica de los chonos les permitió ser importantes comerciantes. A juicio de Olaf Holms: "deben haber actuado como intermediarios en el tráfico de pescado salado o ahumado desde la costa y sobre todo en el comercio de la sal." Se creía además que de los productos encontrados en los yacimientos de las culturas andinas como el algodón, el cacao, y la concha Spondylus pudo haber llegado por medio del comercio con los chonos. Estos además se nutrían del oro del norte, en la cuenca del Río Esmeraldas, así como del cobre del austro, puesto que existen yacimientos de minas prehispánicas entre los cañaris. De esta manera los chonos lograron consolidar todo el comercio de la cuenca del río Guayas siendo el intermediario entre las culturas del mar como los Manteños Huancavilca, y las culturas de las montañas como los Cañari, Puruhá y Quitus.
A esto se debe sumar la metalurgia, puesto que no solo las conchas spondylus eran importantes como medio de cambio sino que un rol similar jugaban las hachas monedas. Estas a diferencia de las conchas, estaban bajo el poder de los chonos quienes eran hábiles alfareros. Por su parte el control de las conchas spondylus estaba con los manteños y muchas veces el control del golfo de Guayaquil se encontraba bajo los Punáes contra los que pelearon en repetidas ocasiones. Por esta razón, las hachas moneda se convirtieron en una pieza importante dentro del comercio de los chonos.

### Entierros

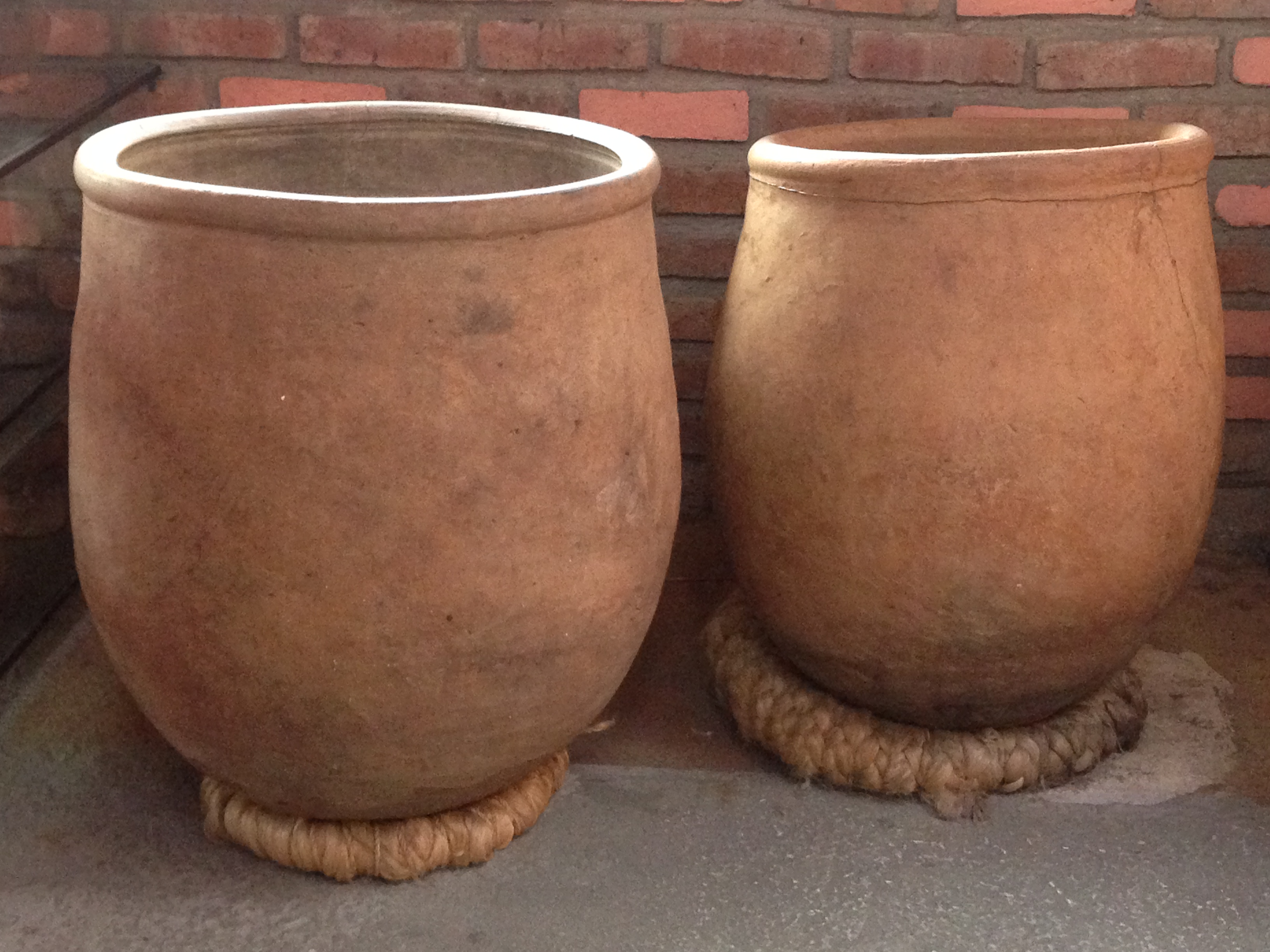
Vasijas funerarias

Era común que se use la cerámica para los entierros. La mayoría de tumbas se las hacía de manera llana sin decoración pero con mucho barro para que resistan los difuntos. Se han encontrado con uno o varios esqueletos en los yacimientos arqueológicos. Sin embargo los huesos no siempre estaban completos lo que da una idea de que tal vez hubo una mutilación previa en el proceso funerario. Se nota además que en vida estas mismas urnas servían para fines prosaicos como ser contenedores de agua, granos, o cosas utilitarias relacionadas con la agricultura. Además, la falta de los huesos se cree que pueda estar relacionada con la tradición que se conoce como el "entierro secundario". Se puede resumir este entierro como una persona que inicialmente no sería enterrada después de su muerte sino que se esperaría a que su cuerpo se pudra, mientras se lo expone, para que el cadáver se consuma así mismo poco a poco. Cuando quedaban los restos por recoger y poner en la urna, había algunos que se quedaban por fuera. Sin embargo esto se hacía en masa por lo que podían compartir urna varias personas. Existe la anécdota que se encontró hasta once diferentes personas en una misma urna funeraria de los chonos.

## Historia

### Relación con otros señoríos étnicos
Los chonos no serían conquistados por los incas, y se cree que eran llamados justamente "chonos" de manera despectiva por esta razón. Los incas tuvieron mucha influencia en el austro de Ecuador, en las culturas paltas y cañaris. Su influencia fue disminuyendo a medida que se ascendía por la cordillera de los andes sin embargo los puruhá, los quitus y los caranquis fueron anexados exitosamente al imperio y el proceso de quechuización hizo que se pierda el idioma de estas tribus. En la costa el control fue diferente. Se sabe que los incas simplemente cobraban tributo a los Manteños y Chonos, sin embargo no se establecieron en estos territorios.

### La fundación de Guayaquil
En septiembre de 1534, la ciudad de Santiago de Quito fue trasladada al litoral ecuatoriano, en el sector conocido como Chilintomo o la Culata, que era parte de las tierras del cacique Guayaquile. Durante el año siguiente los colonos mantuvieron una relación cordial con Guayaquile y los miembros de su tribu. El arqueólogo Marcos Suárez, por el contrario, asegura que Guayaquile habría sido capturado por los colonos como forma de pacificar y dominar la región.
Las más antiguas referencias de las que se tiene conocimiento en que Santiago de Guayaquil aparece con este nombre datan de entre 1539 a 1541, en documentos históricos en que se la denomina la «villa de Guayaquile» o «Santiago de Guayaquile». Otros documentos históricos referencian a la aldea chona de Guayaquile, que se encontraba cerca de la ciudad de Santiago. En 1571, los habitantes del poblado indígena de Guayaquile habrían sido desplazados a Yaguachi, como parte de las políticas de las reducciones.
Esto confronta con evidencia histórica la existencia de Guayas y Quil que más bien forman parte del mito popular de la ciuadad. Al respecto se están haciendo campañas para poder comunicar la relación de la ciudad de Guayaquil con la Cultura Milagro Quevedo, antes que la Huancavilca:

La historia prehispánica guayaquileña no ha logrado actualizarse con las evidencias arqueológicas de los últimos años, en las que los principales vestigios encontrados pertenecen a las culturas como la de los Chonos, cuyo cacique Guayaquile le daría el nombre a la ciudad. La historia requiere inversión en materia de arqueología de campo para continuar con los proyectos que no han tenido cabida por falta de presupuesto. No hay ninguna evidencia de que hayan existido Guayas y Quil, eso es solo un mito.

En honor al cacique Guayaquile se publicó un libro titulado "El cacique Guayaquile: el pueblo y el río de su nombre ; Culturas de la época a la llegada de los conquistadores españoles", por Ángel Veliz Medonza. Ahí se detalla la historia de este importante cacique que daría nombre a una de las ciudades más importantes de Ecuador.Este cacique se enfrentaría a Sebastián de Belalcázar quien había partido desde Quito hacia Perú para poder tener refuerzos en su campaña que después continuaría en el norte. Cuando estuvo cerca de Guayaquil, con rumbo a Paita, desembarcaría en la Isla Puná cerca de los meses de octubre y noviembre, según se lee en el acta fundacional. Ahí se da el testimonio de un asiento indígena llamado Guayaquile, es decir el territorio del cacique chono Guayaquile. El territorio era hostil ya que la presencia de los conquistadores era rechazada por los chonos quienes no habían sido anexados al imperio incaico de manera formal. Por esta razón la fundación de Guayaquil tendría susesivos intentos y reasentamientos luego de que los chonos destruyeran los primeros emplazamientos. Tradicionalmente se cree que el fundador de Guayaquil fue Orellana, en el tercer intento. Sin embargo el definitivo lo haría Miguel de Estacio
En estos territorios Belalcázar concretó el traslado de Santiago hacia la región litoral, sin embargo la zona era algo hostil debido a su cercanía a poblaciones nativas que no aceptaban la presencia de los españoles en el área. Belalcázar decidió seguir su ascenso hasta Quito por lo tanto en este primer asentamiento quedaron cuarenta españoles en la pequeña población y dejó a cargo de los alcaldes ordinarios Antonio de Rojas y Diego de Daza.

### Los caciques en la Real Audiencia
Después de la conquista su poder como cacique se vio mermado, puesto que ya no podían extraer la renta de sus súbditos como acostubraban. Se les asignó un salario que era más bien modesto y se les dejó a cargo  la cobranza de las tasas tributarias para después dar asimismo a los encomenderos. Una parte de esto correspondía a su vez como el salario. Además de esto los caciques tenían como responsabilidad el  cumplimiento de las mitas. De esta manera se convirtieron en colaboracionistas con los españoles con el fin de mantener su poder. Algo similar sucedería con los manteños y con los indígenas de los andes en los obrajes. Sobre el importante territorio que ocuparon los chonos desde el año de 1539 ya había decidido Francisco Pizarro su voluntad para dividir en dos gobernaciones: uno al norte que estaría a cargo de su hermano Gonzalo y el otro al sur bajo su propio mando. Esto afectaba directamente a los chonos puesto que el límite impuesto sería el río Daule. Esto sin embargo no se efectivizó por las guerras civiles de los conquistadores. De esta manera el "país chono" sería anexado a la Real Audiencia de Quito después de su fundación.Es importante nombrar a dos caciques chonas María Caiche y Catalina Xaume quienes eran encomenderas en el Golfo de Guayaquil y la cuenca del río Guayas. María fue hija de Alonso Chaume, de quien heredó la jefatura sobre varias tierras sobre las que tuvo que obtener sus derechos, en realidad privilegios reales, con coraje, luchando por ellos ante el Rey. Su estrategia fue insistir en que Pedro era hijo de uno de los caciques y no de la línea principal, y también argumentó que no era legítimo, sino que había nacido de Don Pedro como hijo de una india casada llamada Catalina Xaume. Logró de esta forma legitimarse e imponerse a través de registros de su linaje. Durante su gobierno María aprovechó la madera de los alrededores de la ciudad, y ganó importancia, al igual que. los Tomalá en el tráfico marítimo. En sus demás tierras tenían vacas lecheras y también con la madera silvestre ayudaban a fabricar barcos.